# UFC on ESPN: Overeem vs. Rozenstruik
UFC on ESPN: Overeem vs. Rozenstruik (também conhecido como UFC on ESPN 7) foi um evento de MMA produzido pelo Ultimate Fighting Championship no dia 07 de dezembro de 2019, na Capital One Arena, em Washington, D.C., Estados Unidos.

## Background
Este é o segundo evento que o UFC faz na capital americana, o outro havia sido o UFC Live: Cruz vs. Johnson realizada em outubro de 2011.
O duelo nos pesados entre o ex-campeão peso pesado do K-1, ex-campeão dos pesados do Strikeforce e ex-desafiante do cinturão dos pesados do UFC, Alistair Overeem e Walt Harris era previsto para a luta principal do evento. Porém, no dia 1 de novembro, Harris foi removido do card para continuar as buscas para encontrar sua filha desaparecida, que posteriormente foi encontrada morta um mês após seu desaparecimento. Ele foi substituído por Jairzinho Rozenstruik.
O duelo nos palhas feminino entre a ex-desafiante do cinturão da categoria Claudia Gadelha e Cynthia Calvillo estava programado para o evento. Entretanto, no dia 22 de outubro, Gadelha foi removida do card após quebrar um dedo. Para seu lugar foi chamada Marina Rodriguez.
A luta nos palhas feminino entre Cortney Casey e a ex-campeã peso palha do Invicta FC Virna Jandiroba estava programada para o evento. Contudo, no dia 31 de outubro, Casey foi removida do card por razões desconhecidas e substituída por outra ex-campeã peso palha do Invicta FC, Lívia Renata Souza. Por sua vez, Souza saiu da luta algumas semanas depois e foi substituída pela estreante Mallory Martin.
O combate nos médios entre Alonzo Menifield e Trevor Smith estava programado para o evento. No entanto, no dia 10 de novembro, foi noticiado que Menifield saiu do card por razões desconhecidas e foi substituído por Makhmud Muradov.
Mickey Gall era esperado para enfrentar o ex-campeão dos meio-médios do WEC e ex-campeão interino dos meio-médios do UFC Carlos Condit no evento. Porém, no dia 13 de novembro, Condit saiu do card devido a um deslocamento de retina, consequentemente a luta foi cancelada.
O duelo nos penas entre Chris Fishgold e Billy Quarantillo estava agendado para o evento. Entretanto, no dia 27 de novembro, Fishgold saiu do card por razões desconhecidas e foi substituído por Jacob Kilburn.
Nas pesagens, Cynthia Calvillo e Matt Sayles não bateram o peso para suas respectivas lutas. Calvillo pesou 120.5 libras (54,6 kg) ficando 4.5 libras acima do limite da categoria dos palhas de 116 libras (52,6 kg) em duelos que não valem o cinturão. Sayles pesou 148.5 libras (67,3 kg) ficando 2.5 libras acima do limite da categoria dos penas de 146 libras (66,2 kg) em duelos que não valem o cinturão. Ambos os lutadores foram punidos com 30% de suas bolsas que foram para Marina Rodriguez e Bryce Mitchell.

## Resultados
Nota 1 Ben Rothwell teve um ponto deduzido no segundo round devido a repetidos chutes baixos ilegais. 

Nota 2 Song Yadong teve um ponto deduzido no primeiro round devido a uma joelhada ilegal. 

## Bônus da Noite
Os lutadores receberam $50.000 de bônus:
- Luta da Noite:  Rob Font vs.  Ricky Simon
- Performance da Noite:  Bryce Mitchell e  Makhmud Muradov

## Ligações Externas
1. ↑  Nota 1
2. ↑  Nota 2